# Elan (album)
Albums de Mari Hamada
Sense of Self
(27 août 2003) Sur lie
(21 mars 2007)
Compilations par Mari Hamada
Sincerely II
(23 février 2005)
Singles
1. Fly High / Moonlight Shadow
Sortie : 22 septembre 2005

Elan (en minuscules : elan) est le 18e album original de Mari Hamada, sorti en 2005.

## Présentation
L'album sort le 26 octobre 2005 au Japon sur le label Tri-m de Tokuma Japan Communications, deux ans après le précédent album original de la chanteuse, Sense of Self (entre-temps est sortie sa compilation Sincerely II, parue huit mois plus tôt). Il atteint la 78e place du classement des ventes de l'Oricon, et reste classé pendant deux semaines. Il est réédité le 15 janvier 2014 à l'occasion de ses 30 ans de carrière.
Comme les deux précédents, l'album est écrit et produit par Mari Hamada elle-même, et est enregistré au Japon, sans les musiciens américains habituels comme Michael Landau qui ont joué sur une dizaine d'albums précédemment. Il contient onze chansons, toutes composées et arrangées par Hamada ou son compositeur habituel Hiroyuki Ohtsuki ; ce dernier, unique instrumentiste sur les deux précédents, est cette fois rejoint par d'autres musiciens, dont le batteur d'Anthem Hirotsugu Homma.
Deux des chansons de l'album étaient déjà parues sur le 23e single de la chanteuse, Fly High / Moonlight Shadow (dont la 3e chanson Sing Away reste inédite en album), sorti un mois plus tôt le 22 septembre. Les titres Starting Over, Mayoi-boshi et Ever After figureront aussi sur sa compilation Reflection qui sortira trois ans plus tard.

## Liste des titres
Toutes les paroles sont écrites par Mari Hamada. Les arrangements sont de Hamada et Hiroyuki Ohtsuki.
| CD    | CD                            | CD               | CD    | CD | CD | CD | CD | CD | CD |
| No    | Titre                         | Musique          | Durée |    |    |    |    |    |    |
| ----- | ----------------------------- | ---------------- | ----- | -- | -- | -- | -- | -- | -- |
| 1.    | Fly High                      | Hiroyuki Ohtsuki | 4:06  |    |    |    |    |    |    |
| 2.    | Starting Over                 | Hiroyuki Ohtsuki | 5:41  |    |    |    |    |    |    |
| 3.    | Ilinx                         | Mari Hamada      | 4:38  |    |    |    |    |    |    |
| 4.    | Mayoi-boshi                   | Mari Hamada      | 5:32  |    |    |    |    |    |    |
| 5.    | Moonlight Shadow              | Mari Hamada      | 4:53  |    |    |    |    |    |    |
| 6.    | Soul of Souls -Unconscious X- | Hiroyuki Ohtsuki | 4:53  |    |    |    |    |    |    |
| 7.    | Dearest                       | Mari Hamada      | 5:44  |    |    |    |    |    |    |
| 8.    | Existance                     | Hiroyuki Ohtsuki | 5:24  |    |    |    |    |    |    |
| 9.    | Plivate Solider               | Hiroyuki Ohtsuki | 4:48  |    |    |    |    |    |    |
| 10.   | Ever After                    | Mari Hamada      | 4:59  |    |    |    |    |    |    |
| 11.   | Gifted                        | Mari Hamada      | 5:23  |    |    |    |    |    |    |
| 56:07 |                               |                  |       |    |    |    |    |    |    |

## Musiciens
- Guitare : Hiroyuki Ohtsuki (大槻啓之?), Yoichi Fujii (藤井陽一?), Takashi Masuzaki (増崎孝司?) (du groupe Dimension)
- Basse : Hiroyuki Ohtsuki, Hiroshi Matsubara
- Claviers : Takanobu Masuda (増田隆宣?), Hiroshi Yamazaki
- Batterie : Hirotsugu Homma (本間大嗣?) (du groupe Anthem)